# Суна (станция)
Су́на (фин. Sunu, Suunu) — промежуточная железнодорожная станция Октябрьской железной дороги на 441,9 км Мурманской железной дороги.

## Общие сведения
Станция расположена в одноимённой деревне Янишпольского сельского поселения Кондопожского района Республики Карелия. К станции примыкают два однопутных перегона: Суна — Заделье в чётном направлении и Суна — Лучевой в нечётном направлении. В 1,5 км от станции, находится посёлок Янишполе, расположенный на идущей параллельно путям железной дороги трассе «Кола».

## История
Станция существует с 1916 года с момента открытия Мурманской железной дороги. Здание вокзала, сохранившееся по сей день с тридцатипятипроцентным износом, было построено в 1918 году и с марта 2017 года выставлено на продажу. В период финской оккупации с 1941 по 1944 годы все станции и остановочные пункты Олонецкого перешейка получили финские наименования. Станция Суна получила названия Suunu и Sunu .

## Пассажирское сообщение
По состоянию на 2025 год по станции проходит ежедневно одна пара электропоездов сообщением «Медвежья Гора — Петрозаводск-Пасс. — Медвежья Гора», а также электричка «Кондопога — Ладва».